# Maciej Nowicki (architetto)
Maciej Nowicki (Čita, 26 giugno 1910 – Wadi El-Natrun, 1º settembre 1950) è stato un architetto polacco, nato in Russia, un pioniere dell'architettura modernista della seconda metà del XX secolo.

## Biografia

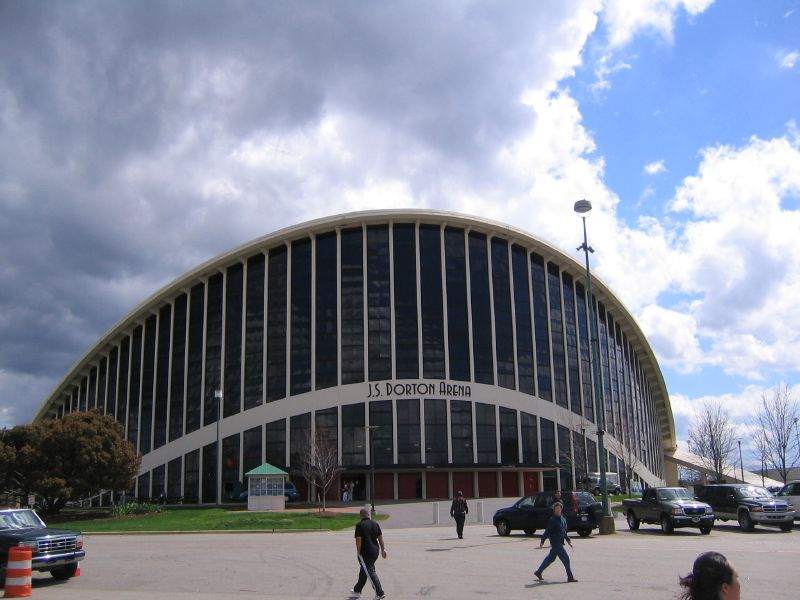
J. S. Dorton Arena

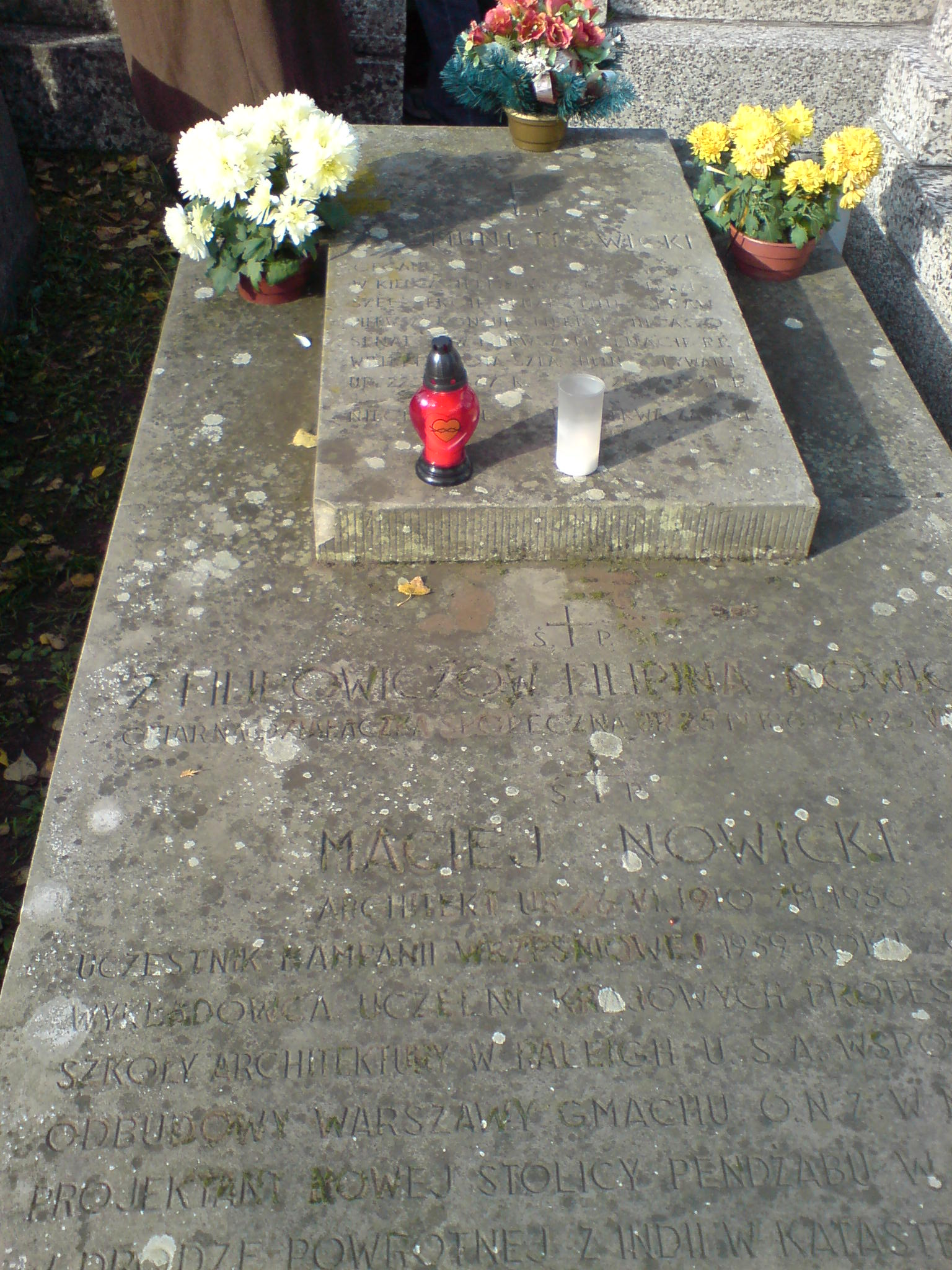
Tomba di Nowicki, Varsavia

Maciej Nowicki nacque a Chita, in Russia, da una famiglia polacca, figlio di un console e capo del partito agrario polacco.
A causa del lavoro del padre, la famiglia soggiornò in numerose località, tra le quali due anni a Chicago, dove Nowicki imparò l'inglese.
Nowicki studiò nel Politecnico di Varsavia dal 1929, laureandosi nel 1936.
I suoi più significativi progetti anteriori alla seconda guerra mondiale furono un edificio amministrativo a Łódź, in Polonia, un casinò a Druskininkai e un centro sportivo a Varsavia.
Progettò anche il padiglione della Polonia per l'Esposizione universale del 1939.
Nel 1938 sposò Stanislawa (Siasia) Sandecka, sua compagna di studi, con la quale collaborò a una serie di progetti successivi.
Durante la seconda guerra mondiale Nowicki partecipò al conflitto con il grado di ufficiale di artiglieria contraerea ai tempi dell'invasione nazista della Polonia nel 1939.
Durante l'occupazione insegnò architettura e urbanistica in aule sotterranee. In seguito, collaborò con la guerriglia della resistenza combattendo intorno a Varsavia, ma poi si rifugiò sulle montagne con la sua famiglia.
Alla fine della guerra, Nowicki ricevette l'incarico direttivo della pianificazione per la ricostruzione del centro di Varsavia, che studiò per gli assi stradali, per i quartieri panoramici sulla Vistola e per il centro, che prevedeva nel suo progetto numerosi percorsi pedonali su più piani ed una dimensione rapportata alla persona, con rari edifici alti.
Andò negli Stati Uniti d'America come consulente tecnico presso l'ambasciata polacca per ottenere l'interesse americano nella ricostruzione di Varsavia. Inoltre ebbe un ruolo importante nella scelta di un sito per la sede e per il design dell'edificio della Organizzazione delle Nazioni Unite, assieme a Le Corbusier, Oscar Niemeyer e Sven Markelius.
Nel 1947, con l'ascesa al potere del partito comunista in Polonia, Nowicki non rientrò in patria, ma si fermò negli Stati Uniti a Raleigh, dove svolse anche l'attività di insegnante.
Contemporaneamente proseguì la sua professione di architetto, progettando il Country Club di Raleigh, assieme alla moglie, oltre che un nuovo museo di arte, scienza e storia (non realizzato) e la J. S. Dorton Arena (1952-1953), sorretta da due travi ad arco che sostengono una struttura a membrana di grandissima luce.
Nowicki era direttore del Dipartimento di Architettura della Università della Carolina del Nord, quando fu contattato per un importante progetto in India a Chandigarh, la nuova capitale della provincia del Punjab, una città da progettare e costruire da zero insieme all'urbanista americano Albert Mayer.
Viaggiando per quel progetto, morì il 31 agosto 1950, quando il volo 903 della TWA si schiantò nel Wadi El-Natrun, a poche decine di chilometri da Il Cairo, in Egitto. La commissione di Chandigarh fu in seguito realizzata da Le Corbusier.
Nel 1956, l'Architecture d'Aujourd'hui, uno dei principali periodici di architettura del mondo, ha nominato Nowicki un pioniere dell'architettura modernista della seconda metà del XX secolo,sintetizzata nel suo motto preferito «la forma segue la forma», che significava la predominanza della forma sulle necessità funzionali, quando essa sia sufficientemente significativa.